# Reattore nucleare modulare pebble bed

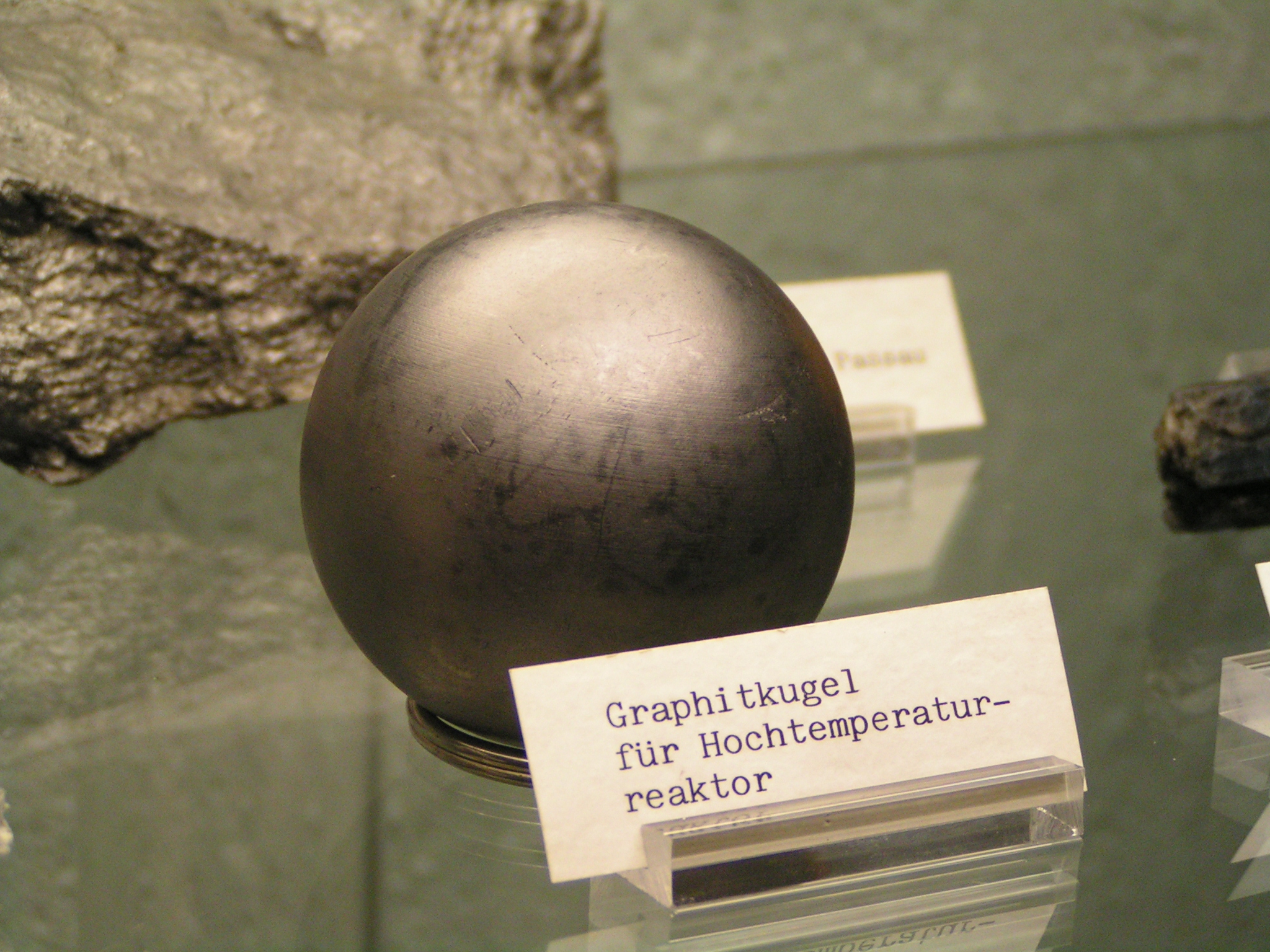
Sfera di grafite per reattore nucleare "pebble bed".

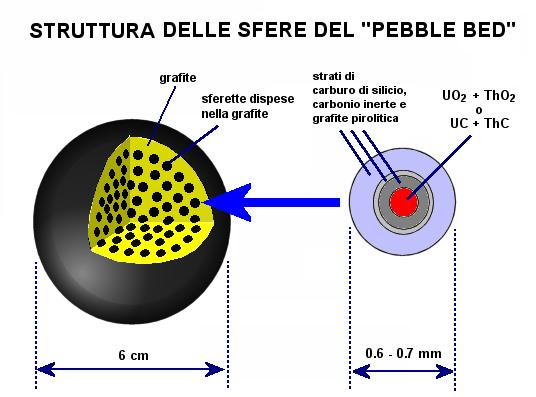
Struttura e composizione delle sfere di grafite in un reattore nucleare tipo "pebble bed".

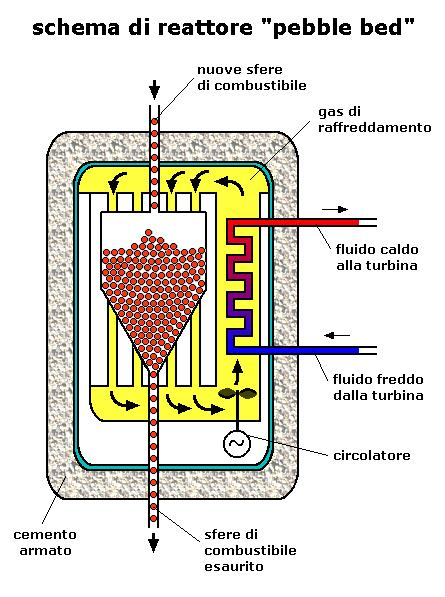
Schema di reattore tipo "pebble bed".

Il reattore nucleare modulare pebble bed noto anche come PBMR (sigla inglese di Pebble Bed Modular Reactor), oppure come PBR (Pebble Bed Reactor) o come HTGR (High Temperature Gas Reactor) è una tecnologia di reattore nucleare a fissione non ancora dimostrata, che potrebbe avere alcune caratteristiche innovative, ma che presenta anche molti svantaggi tecnologici. 

I fautori di questo tipo di tecnologia puntano su un possibile aumento del livello di sicurezza e dell'efficienza energetica rispetto ai tradizionali reattore ad acqua di matrice statunitense ed europea. 
Invece dell'acqua, un reattore di questo tipo utilizzerebbe ciottoli (pebbles) di grafite pirolitica come moderatore di neutroni, e come refrigerante utilizzerebbe un gas inerte come l'elio, o semi-inerte come l'azoto o l'anidride carbonica. Il gas dovrebbe lavorare a temperature molto alte, e potrebbe anche muovere direttamente una turbina a gas. Questo potrebbe eliminare il complesso impianto del vapore, e potrebbe aumentare l'efficienza energetica persino intorno al 50%. 

Questi gas discioglierebbero teoricamente meno contaminanti dell'acqua, quindi il nocciolo potrebbe contenere meno fluidi radioattivi e risulterebbe più economico rispetto ai tradizionali reattori ad acqua, o ai reattori ad acqua pesante di progetto canadese e indiano.

## Storia
Questa tecnologia dopo studi approfonditi è stata abbandonata dai grandi produttori occidentali, per ragioni tecnologiche e politiche. 
Uno studio preliminare risalirebbe al 1950, e sarebbe stato svolto da Rudolf Schulten con lo scopo di costruire un reattore più semplice e sicuro, capace di un combustibile più semplice e standardizzabile. Una delle idee di base sarebbe quella di combinare combustibile, struttura, contenimento, e moderatore in una sfera piccola e resistente. Questo sarebbe possibile dall'impiego di grafite pirolitica e di carburo di silicio, che resistono anche a temperature di 2000 °C. 
La geometria che assumono le sfere impaccandosi forma infatti naturalmente alcuni spazi che consentirebbero una forma primitiva di raffreddamento. 
Per garantire un sufficiente livello di sicurezza, il nucleo deve avere comunque una potenza molto più bassa a parità di dimensione rispetto ad un reattore nucleare ad acqua leggera: si parla di una densità di potenza di circa qualche centesimo di quella dei reattori ad acqua.
È stata in passato in valutazione allo stadio preliminare da parte delle società Romawa B.V.(Sudafrica), e di Chinergy (in collaborazione con la università di Tsinghua a Pechino), e in passato è stato oggetto di studio anche della General Atomics e della Adams Atomic Engines.

## Caratteristiche distintive
Il PBMR dovrebbe servire per produrre calore, da impiegare per muovere una turbina collegata ad un generatore elettrico.
Il combustibile nucleare secondo molti progetti dovrebbe essere arricchito intorno al 10%: questo arricchimento porta immediatamente ad alcune problematiche di proliferazione nucleare.
Il combustibile sarebbe costituito da sfere di grafite in cui sono disperse sferette di ossido di uranio con rivestimento multistrato in carbonio inerte, carburo di silicio e grafite pirolitica (che è un modesto moderatore dei neutroni) dispersi in grafite contenuta dentro ciottoli sferici in grafite pirolitica.
Questi ciottoli si trovano in un recipiente a pressione in acciaio di forma cilindrica con calotte emisferiche; il contenitore (caldaia) è internamente rivestito in grafite, che ha un effetto riflettente sui neutroni emessi dalla reazione. Un gas inerte (elio) viene fatto circolare attraverso la caldaia e sottrae calore alle sfere; uscendo dalla caldaia a circa 900 °C; scambia quindi calore con un circuito d'acqua separato, un po' come nel reattore Magnox, che vaporizza inviando quindi il vapore in una turbina convenzionale. In alternativa, il gas caldo viene inviato alla turbina, che sfrutta il salto entalpico, muovendo sia gli alternatori che un compressore.

## Comparazione con i reattori convenzionali
Il principale vantaggio del reattore "pebble bed" sarebbe quello di avere un maggiore grado di sicurezza intrinseca rispetto ai reattori tradizionali. Infatti, all'aumento della temperatura si modifica l'orientamento della grafite pirolitica, che quindi varia le proprie capacità moderatrici: i neutroni emessi dal combustibile diventano più veloci, e non sostengono la fissione perché aumenta la cattura da parte del U238, limitando la potenza generata. Dato che la caldaia è progettata in modo da disperdere più calore di quanto non se ne produca nelle condizioni critiche descritte, si riesce ad ottenere una condizione di stallo nella quale il reattore, pur non interrompendo del tutto la generazione di calore, si pone spontaneamente in condizioni di limitazione dell'emissione di neutroni.
Un secondo importante vantaggio sta nella continuità del funzionamento. Infatti le sfere di grafite, del diametro di circa 60 mm (una pallina da tennis), circolano all'interno del reattore in modo continuo (ve ne sono costantemente qualche centinaio di migliaia), e una certa quantità ne esce, mossa dal flusso di elio, viene separata dal gas e rimessa nel reattore, meno qualche sfera spurgata se trovata esaurita al controllo, ed ovviamente reintegrata. Non è quindi necessario fermare il reattore per il refueling (ricarica).
Un vantaggio economico del PBMR sui reattori moderati/raffreddati ad acqua, leggera o pesante, è che opera a temperature maggiori. Il PBMR può riscaldare direttamente fluidi per turbine a bassa pressione.
Il PBR è detto "modulare" perché usa molti piccoli reattori in una grande centrale nucleare. Ciò è conveniente perché l'investimento di nuovi capitali può essere graduale e commisurato alla richiesta di energia nucleare: i siti che richiedono una maggiore capacità generatrice possono semplicemente installare più reattori. Il PBMR porta ad una maggiore affidabilità, dato che molti reattori condividono parte dell'attrezzatura e alcune parti possono essere sostituite in caso di problemi. A seconda del progetto, possono svilupparsi economie di scala.
La modularità, inoltre, consente la produzione di massa di piccoli reattori. Questo riduce il costo del ciclo di vita del sistema, in particolare nei settori della certificazione di sicurezza e della verifica del progetto (design qualification).
Nei sistemi modulari l'attrezzatura di raffreddamento delle turbine deve essere adattata al sito. Il sistema di raffreddamento compatibile con il maggior numero di siti è la torre di raffreddamento. Nelle zone vicine a corsi d'acqua, tuttavia, il raffreddamento ad acqua è molto meno costoso, poiché l'ottima capacità termica dell'acqua permette l'uso di attrezzatura più ridotta.

### Generale
- IAEA HTGR Knowledge Base, su iaea.org.
- Let a Thousand Reactors Bloom - articolo di Spencer Reiss sulla rivista Wired sulla tecnologia cinese dei "pebble bed"
- "'Pebble-bed' cracker to begin construction", China Daily, Feb 2006
- Nuclear Now! - article by Peter Schwartz and Spencer Reiss in Wired about "How clean, green atomic energy can stop global warming"
- "Nuclear activists radiate with anger", 2002
- What's wrong with the modular pebble bed reactor?, su tmia.com. URL consultato il 25 aprile 2006 (archiviato dall'url originale il 12 dicembre 2004).
- AVR, experimental high-temperature reactor: 21 years of successful operation for a future energy technology ISBN 3184010155
- NPR's Living on Earth (February 24th, 2004) Living on Earth: Pebble Bed Technology -- Nuclear promise or peril?

### Idaho National Laboratory
- Modular Pebble Bed Reactor Project, University Research Consortium Annual Report 2000, su inl.gov.
- A Preliminary Study of the Effect of Shifts in Packing Fraction on k-effective in Pebble-Bed Reactors 2001, su inl.gov.
- Modular Pebble-Bed Reactor Project: Laboratory-Directed Research and Development Program FY 2002 Annual Report, su inl.gov.
- Matrix Formulation of Pebble Circulation in the PEBBED Code 2002, su inl.gov.
- Conceptual Design of a Very High Temperature Pebble-Bed Reactor 2003, su inl.gov.
- NGNP Point Design - Results of the Initial Neutronics and Thermal-Hydraulic Assessments During FY-03, Rev. 1, su inl.gov (archiviato dall'url originale il 14 giugno 2006).
- New Generation Nuclear Plant (NGNP) Project, Preliminary Point Design 2003, su inl.gov.
- The Next Generation Nuclear Plant - Insights Gained from the INEEL Point Design Studies 2004, su inl.gov.
- Computation of Dancoff Factors for Fuel Elements Incorporating Randomly Packed TRISO Particles 2005, su inl.gov.

### Compagnie/reattori
- MIT page on Modular Pebble Bed Reactor, su web.mit.edu.
- Criticality testing of the AVR, su fz-juelich.de. URL consultato il 25 aprile 2006 (archiviato dall'url originale il 13 giugno 2006).
- General Atomics' Gas Turbine Modular Helium Reactor, su ga.com. URL consultato il 25 aprile 2006 (archiviato dall'url originale il 31 dicembre 2004).
- Romawa Archiviato il 19 aprile 2006 in Internet Archive. — Diesel replacement
- Adam's Atomic Engines — Diesel replacement, non-airbreathing engines
- Differences in American and German TRISO-coated fuels (PDF), su iaea.org.

#### Sud Africa
- Eskom
- PBMR (Pty.) Ltd., su pbmr.co.za. URL consultato il 25 aprile 2006 (archiviato dall'url originale il 30 ottobre 2005).
- Atomic Energy in South Africa, su anti-atom.de. URL consultato il 25 aprile 2006 (archiviato dall'url originale il 18 febbraio 2004).
- Earthlife Africa: Nuclear Energy Costs the Earth campaign, su earthlife-ct.org.za (archiviato dall'url originale il 28 agosto 2005).
- Science in South Africa, June 2003, "South Africa's nuclear programme"
- EIA, December 2003, Nuclear Power in South Africa
- Christian Science Monitor, 23 settembre 2003, "South Africa Looks to Next-Generation Nuclear Power: But last week, opponents filed papers against a new pebble-bed reactor near Cape Town"
- Steve Thomas (2005), "The Economic Impact of the Proposed Demonstration Plant for the Pebble Bed Modular Reactor Design", PSIRU, University of Greenwich, UK
- NPR (April 17th, 2006) NPR: South Africa Invests in Nuclear Power

| Controllo di autorità | LCCN (EN) sh85099093 · J9U (EN, HE) 987007531423505171 |